# Sangha (Congo-Brazzaville)
Sangha is een noordwestelijk departement van Congo-Brazzaville. Het departement heeft een oppervlakte van bijna 56.000 vierkante kilometer. Voor 2007 werd het inwonersaantal berekend op een kleine 75.000. Een derde daarvan woont in de hoofdstad van het departement, Ouésso.
Centraal in het departement, en grenzend aan de zuidelijke grens van het departement met het departement Cuvette-Ouest bevindt zich het Nationaal park Odzala-Kokoua.
Het departement dankt zijn naam aan de rivier Sangha.

## Grenzen
Het departement Sangha grenst aan drie buurlanden van de Republiek Congo:
- Twee prefecturen van de Centraal-Afrikaanse Republiek:
  - Sangha-Mbaéré in het noordwesten.
  - Lobaye in het noorden.
- Eén regio van Kameroen:
  - Est in het noorden en het noordwesten.
- Twee provincies van Gabon:
  - Woleu-Ntem ten westen.
  - Ogooué-Ivindo ten zuidwesten.

En tenslotta ook aan drie van de negen overige departementen van het land:
- Likouala in het oosten.
- Cuvette in het zuiden.
- Cuvette-Ouest in het zuidwesten.

## Districten
DHet departement is onderverdeeld in vijf districten:
- Mokéko
- Mgbala
- Pikounda

- Sembé
- Souanké

Bouenza · Cuvette · Brazzaville · Cuvette-Ouest · Kouilou · Lékoumou · Likouala · Niari · Plateaux · Pointe-Noire · Pool · Sangha